# Howard Crampton
Pour les articles homonymes, voir Crampton.
Howard Crampton (né le 12 décembre 1865 à New York, État de New York et mort le 15 juin 1922 à Los Angeles, Californie) est un acteur et scénariste américain.

## Filmographie partielle

### Comme acteur
- 1913 : Dr. Jekyll and Mr. Hyde : Dr. Lanyon
- 1913 : From Death - Life
- 1913 : The Whole Truth
- 1913 : The Wop : Cramp, the Contractor
- 1913 : Marooned de James Kirkwood
- 1913 : The Stranger : John Howard
- 1913 : Jane of Moth-Eaten Farm
- 1913 : Traffic in Souls : The Go-Between
- 1913 : The Return of Tony : The Doctor
- 1913 : The Actor's Christmas
- 1914 : The Touch of a Child : Maurice DeBray
- 1914 : The Flaming Diagram : Brack, the Foreign Spy
- 1914 : King the Detective in the Marine Mystery : The Doctor
- 1914 : The Blood Test
- 1914 : The Baited Trap : Craven
- 1914 : Notoriety : The Detective
- 1914 : The Dawn of Romance
- 1914 : A Mexican Warrior : The Warrior's Pal
- 1914 : The Lady of the Island
- 1914 : In All Things Moderation
- 1914 : Jim Webb, Senator : A Senator Friend
- 1914 : Tempest and Sunshine
- 1915 : A Gentleman of Art
- 1915 : The House of Fear
- 1915 : Heart Punch
- 1915 : A Photoplay Without a Name, or: A $50.00 Reward
- 1915 : The Black Pearl
- 1915 : The Bombay Buddha
- 1915 : Matty's Decision
- 1915 : Courtmartialed
- 1915 : The White Terror : Emerson Boyd
- 1915 : Conscience : Detective Doyle
- 1915 : The Eleventh Dimension
- 1915 : The House of Fear
- 1916 : Plot and Counter Plot
- 1916 : Patterson of the News : Daniel Brennon
- 1916 : The Great Problem : Joseph
- 1916 : Why Mrs. Kentworth Lied
- 1916 : Half a Rogue : Daniel McQuade
- 1916 : Behind the Secret Panel
- 1916 : Blind Man's Bluff
- 1916 : Won by Valor
- 1916 : Partners
- 1916 : The Captain of the Typhoon : Captain Morton
- 1916 : The Chance Market : John Coyle
- 1916 : The Chalice of Sorrow : Siestra
- 1916 : The Mansard Mystery
- 1916 : Vingt Mille Lieues sous les mers (20,000 Leagues Under the Sea) : Cyrus Harding
- 1917 : Black Orchids : Sebastian de Maupin
- 1917 : The Great Torpedo Secret : Henry Olmstead
- 1917 : The Voice on the Wire
- 1917 : Like Wildfire : William Tobias
- 1917 : The Gray Ghost
- 1917 : One Bride Too Many
- 1917 : The Ninth Day
- 1917 : The Scarlet Car : Cyrus Peabody
- 1918 : The Wife He Bought : Hutch Valiant
- 1918 : Humdrum Brown : Carlos Tanner
- 1918 : With Hoops of Steel : Pierre Delarue
- 1918 : The Voice of Destiny : B riggs
- 1918 : Beating the Limited
- 1918 : Border Raiders : Emanuel Riggs
- 1919 : The Lion's Den (en) de George D. Baker : Mr. Blake
- 1919 : The Devil's Trail
- 1919 : In His Brother's Place : Abel Cruck
- 1919 : Someone Must Pay : English
- 1919 : The Trail of the Octopus : Dr. Reid Stanhope
- 1920 : The Screaming Shadow : J.W. Russell
- 1920 : Someone in the House : English
- 1920 : Hearts Are Trumps : Butler
- 1921 : The Bronze Bell : Dogger
- 1922 : Nan of the North : Igloo
- 1922 : The Man Who Married His Own Wife : Judge Lawrence